# Elisa Simoni
Elisa Simoni (Figline Valdarno, 26 luglio 1973) è una politica italiana, deputata alla Camera durante la XVII legislatura Italiana.

## Biografia
Nata a Figline Valdarno, ma cresciuta alle Frattocchie, si è laureata in Scienze Politiche, ha conseguito un master post-universitario in formazione e gestione delle risorse umane.
È madre di due figli.

### Carriera politica
È stata iscritta alla Federazione Giovanile Comunista Italiana, l'organizzazione giovanile del Partito Comunista Italiano (PCI), per poi aderire nel 1991 alla svolta della Bolognina di Achille Occhetto dal PCI al Partito Democratico della Sinistra, per poi confluire nel 1998 nei Democratici di Sinistra (DS) alla svolta di Massimo D'Alema, di cui è stata segretaria della federazione DS a Valdarno Fiorentino e assessore nel Comune di Incisa in Val d'Arno nell'amministrazione comunale del sindaco Manuele Auzzi.

#### Assessore provinciale
Nel 2006 è stata nominata assessore all'istruzione della Provincia di Firenze nell'amministrazione provinciale di Matteo Renzi (suo cugino alla lontana di ottavo grado), incarico che mantiene fino al 2009. Nel 2009 viene nominata assessore al lavoro per la stessa amministrazione della Provincia di Firenze, ma nella nuova giunta guidata da Andrea Barducci.
Nel 2007 aderisce al neonato Partito Democratico (PD), e una volta entrata ha seguito il solco della tradizione diessina fino alla sua uscita e rientrata.
Nel 2012, alle primarie del centro-sinistra "Italia. Bene Comune" per la scelta del candidato alla Presidenza del Consiglio, non ha sostenuto la candidatura di Renzi ma quella del segretario del PD Pier Luigi Bersani.

#### Deputata alla Camera
Nel dicembre 2012 partecipa alle elezioni primarie "Parlamentarie” del PD per scegliere i candidati al Parlamento in vista delle elezioni politiche, risultando con 10.535 preferenze la prima classificata nella provincia di Firenze, venendo candidata alla Camera dei deputati, tra le liste del PD nella circoscrizione Toscana in terza posizione, e infine eletta deputata, dimettendosi da assessore provinciale.
Nella XVII legislatura della Repubblica è stata componente della 11ª Commissione Lavoro pubblico e privato (2013-2015), della 9ª Commissione Trasporti, poste e telecomunicazioni in sostituzione di Paolo Gentiloni prima come Ministro degli esteri e poi Presidente del Consiglio (2015-2017), della 14ª Commissione Politiche dell'Unione europea (2017), della 10ª Commissione Attività produttive, commercio e turismo (2017-2018), della Commissione parlamentare per le questioni regionali (2013-2016) e della Commissione parlamentare d'inchiesta sulla contraffazione, della pirateria in campo commerciale e del commercio abusivo (2014).
Alle primarie del PD del 2013 ha sostenuto la mozione di Gianni Cuperlo, ex segretario della Federazione Giovanile Comunista Italiana e della Sinistra Giovanile, considerato vicino a Massimo D'Alema. In seguito, durante la segreteria di Matteo Renzi, ha svolto la funzione politica di mediatrice tra la maggioranza "renziana" e la "minoranza Dem" del PD.
Alle primarie del PD del 2017 ha sostenuto la mozione di Andrea Orlando, Ministro della giustizia e uno dei principali esponente dell’area socialdemocratica del PD, contro quella di Renzi, entrando a far parte della Direzione nazionale del PD.

#### Uscita e rientro nel PD
A luglio dello stesso anno decide di lasciare il PD per approdare ad Articolo 1 - Movimento Democratico e Progressista (Art.1-MDP) di Bersani, D'Alema e Roberto Speranza, motivando la sua scelta in quanto il PD di Renzi è colpevole, secondo lei, di essere diventato un partito di ideologia più moderata (paragonandolo alla Forza Italia del 1994), filo-populista, filo-sovranista e filo-antieuropea.
Alle elezioni politiche del 2018 è stata candidata tra le liste di Liberi e Uguali, senza essere rieletta. Nello stesso anno, dopo le elezioni politiche, abbandona Art.1-MDP.
L'11 marzo 2019, in seguito alla vittoria di Nicola Zingaretti alle elezioni primarie del Partito Democratico, ritorna nel Partito Democratico, accolta favorevolmente da Dario Franceschini.

## Curiosità
Non esiste un legame di parentela con Matteo Renzi se non quello di ottavo grado, essendo i loro nonni cugini, infatti la legge italiana considera la parentela solo fino al sesto grado. E' soprannominata "la zarina".